# Macruromys
Macruromys (Stein, 1933) è un genere di Roditori della famiglia dei Muridae.

## Descrizione
Al genere Macruromys appartengono roditori di medie dimensioni, con lunghezza della testa e del corpo tra 153 e 263 mm, la lunghezza della coda tra 206 e 340 mm e un peso fino a 350 g.

Il cranio ha una scatola cranica robusta e un rostro allungato. La bolla timpanica è molto piccola. I denti masticatori sono insolitamente ridotti.

Sono caratterizzati dalla seguente formula dentaria:
La coda è più lunga della testa e del corpo ed è ricoperta da pochi peli sparsi e da larghe scaglie. I piedi sono sottili, le dita sono munite di grossi artigli. Le orecchie sono piccole. Le femmine hanno due paia di mammelle inguinali.

## Distribuzione
Questo genere è endemico della Nuova Guinea.

## Tassonomia
Il genere comprende 2 specie.
- Macruromys elegans
- Macruromys major